# NGC 1277
NGC 1277 (również PGC 12434) – galaktyka soczewkowata (S0-a), znajdująca się w gwiazdozbiorze Perseusza w odległości 220 milionów lat świetlnych. Galaktyka została odkryta 4 grudnia 1875 roku przez Lawrence’a Parsonsa. Należy do Gromady w Perseuszu.

## Charakterystyka fizyczna
NGC 1277 jest bardzo nietypową galaktyką soczewkowatą, w jej wnętrzu znajduje się niezwykła supermasywna czarna dziura (SMBH).  Zazwyczaj masa obiektów tego typu wynosi około 0,1% masy całej galaktyki, w przypadku NGC 1277 masa jej SMBH wynosi około 14% masy całej galaktyki i w przybliżeniu wynosi 17 miliardów mas Słońca. Czarna dziura w NGC 1277 jest kandydatką na największą znaną SMBH.
Według badań opublikowanych w 2018 roku galaktyka ta prawie nie zmieniła się przez ostatnie 10 mld lat, więc określana jest jako stosunkowo bliska galaktyka reliktowa.